# Ocrepeira saladito
Ocrepeira saladito là một loài nhện trong họ Araneidae.
Loài này thuộc chi Ocrepeira. Ocrepeira saladito được Herbert Walter Levi miêu tả năm 1993.